# NGC 1427
NGC 1427 ist eine elliptische cD-Galaxie vom Hubble-Typ E3 im Sternbild Fornax am Südsternhimmel. Sie ist schätzungsweise 56 Millionen Lichtjahre von der Milchstraße entfernt und hat einen Durchmesser von etwa 75.000 Lichtjahren. Unter der Katalognummer FCC 276 ist sie als Mitglied des Fornax-Galaxienhaufens gelistet.

Im selben Himmelsareal befinden sich die Galaxien NGC 1404, NGC 1428, NGC 1436, NGC 1437.
Das Objekt wurde am 28. November 1837 von dem britischen Astronomen John Herschel entdeckt.